# Everts & van der Weijden
Everts & Van der Weyden was een in Helmond opgericht en daar een eeuw lang gevestigd metaalbedrijf (de laatste tien jaar van het bestaan te Heerlen) dat van 1875 tot 1978 heeft bestaan.

## Oorsprong
Naast de alom tegenwoordige textielnijverheid komt in Helmond in de tweede helft van de 19e eeuw de metaalnijverheid op. Eerst in de vorm van de kleinmetaal - de vervaardiging van draadnagels e.d. -, onder invloed van een voorloper in het naburige Beek en Donk. De Helmondse bouwkundige en aannemer Thomas Royakkers (1821-1898) is als eerste actief op dit terrein, van 1864 tot 1869 samen met plaatsgenoot Nicolaas Hendrik van den Boom. Royakkers gaat verder met leden van de Zaltbommelse familie Everts. Deze vennootschap sticht in een nieuw fabrieksgebouw aan de Weg op den Heuvel een draadtrekkerij, de eerste in de regio.
In 1875 scheiden de wegen, Royakkers gaat verder met zijn zonen op het Hoogeind, de Gebroeders Frederik en Jacques Everts zetten op de oude stek de draadnagelfabriek voort en nemen de productie van schroefbouten en moeren en klein spoorweg- en telegraafmateriaal ter hand. In 1880 gaat de jongste broer, Jacques Everts, samen met Jacques van der Weyden verder, er volgen aankopen en uitbreidingen aan de Binnen Parallelweg en de Weg a/d Heuvel. Het wordt een familiebedrijf: in 1905 treedt Everts uit. In 1913 nemen zonen Jos en Albert van der Weyden de directie over. Het zwaartepunt van de productie ligt inmiddels bij schroefbouten, moeren en andere bevestigingsartikelen, naast spoorwegmateriaal als las- en haakbouten, tirefonds (kraagschroeven) en klemplaten.

## Groei
De onderneming moderniseert en breidt uit, met onder meer een machinekamer en eigen elektriciteitscentrale. De personeelsomvang komt boven de honderd. De zaken gaan na mindere tijden rond 1920, vanaf midden jaren twintig weer volop vooruit met als vooroorlogs hoogtepunt eind jaren twintig circa driehonderd werklieden. De groei is vooral te danken aan overnames zoals eind 1925 het complete bedrijf van de failliete NV Draad-Industrie en HandelMij. Zwijsen en Co. aan de Kanaaldijk ZO. Dit bedrijf komt onder leiding van J.H. de Wit sr. weer in bedrijf. Zo worden draadartikelen als nagels, krammen, haakjes en spouwankers toch weer belangrijke artikelen. Ook verwerft men de naastgelegen fabriek Welwit. De crisis leidt aanvankelijk tot een scherpe daling van de personeelsomvang, maar vanaf 1934 wordt de teruggang deels in gelopen. In 1935 treedt Albert van der Weyden uit de firma; Jos van der Weyden sluit een nieuwe vennootschap met Jan de Wit.

## Bloei en overplaatsing
De bezetting tijdens de tweede wereldoorlog komt het bedrijf redelijk ongeschonden door. De fabriek werkt noodgedwongen veel voor de oorlogsindustrie. Na de bevrijding gaan Van der Weyden en De Wit gescheiden verder. Everts & Van der Weyden probeert steeds verder te diversificeren en te moderniseren. Men richt zich nadrukkelijker op de export, in de jaren vijftig van de twintigste eeuw circa 40%, bijna uitsluitend naar landen buiten Europa. Midden jaren vijftig telt de totale onderneming (vermoedelijk inclusief de Ierse dochteronderneming en een filiaal in Antwerpen) een 700 werknemers. Geleidelijk aan worden bedrijfsgebouwen, machinepark en bedrijfsvoering gemoderniseerd. De huisvesting krijgt meer aandacht, er komt een coderingssysteem, een controlekamer en een laboratorium samen met Beek en Donkse collega-bedrijven. Het drijfwerk wordt vervangen door elektrische aandrijving. Een plaatwerkerij, overgekomen uit Beek en Donk, vormt in de jaren vijftig een tijdelijke aanvulling op het productieassortiment met o.a. ziekenhuiskastjes en kleerkasten.

## Over en uit
De gunstige regelingen voor nieuwe industrieën nav de mijnsluiting grijpt de directie aan om de verouderde vestiging in Helmond te verruilen voor nieuwbouw. Dit in samenwerking met  Oranje Nassau Mijnen die een meerderheidsbelang in de onderneming neemt. Bij de overplaatsing naar Heerlen, in 1967, telt het bedrijf circa 300 man personeel. In 1970 wordt Oranje Nassau volledig eigenaar. Het productiebedrijf Everts & Van der Weyden gaat vervolgens in 1978 failliet.
Een deel van de onderneming blijft in Helmond en omgeving: de steigermaterialen en Hicodragers in Mierlo waarna Stalen Steiger Holland in 1972 een nieuw hoofdkantoor aan de Europaweg krijgt. De gebouwen in Helmond, aangekocht door de gemeente, krijgen in de jaren zeventig deels nog een nieuw leven, als Open Jongerencentrum Revolver. Maar zichtbare sporen van het bedrijf zijn in het Helmondse stationskwartier compleet uitgewist.